# Silver Creek (Missouri)
Silver Creek és una població dels Estats Units a l'estat de Missouri. Segons el cens del 2000 tenia 608 habitants.

## Demografia
Segons el cens del 2000, Silver Creek tenia 608 habitants, 238 habitatges, i 191 famílies. La densitat de població era de 301 habitants per km².
Dels 238 habitatges en un 25,6% hi vivien nens de menys de 18 anys, en un 71% hi vivien parelles casades, en un 6,7% dones solteres, i en un 19,7% no eren unitats familiars. En el 16% dels habitatges hi vivien persones soles el 8,8% de les quals corresponia a persones de 65 anys o més que vivien soles. El nombre mitjà de persones vivint en cada habitatge era de 2,55 i el nombre mitjà de persones que vivien en cada família era de 2,83.
Per edats la població es repartia de la següent manera: un 20,9% tenia menys de 18 anys, un 7,1% entre 18 i 24, un 19,4% entre 25 i 44, un 34,9% de 45 a 60 i un 17,8% 65 anys o més.
L'edat mediana era de 47 anys. Per cada 100 dones de 18 o més anys hi havia 94 homes.
La renda mediana per habitatge era de 45.781 $ i la renda mediana per família de 50.313 $. Els homes tenien una renda mediana de 31.923 $ mentre que les dones 25.104 $. La renda per capita de la població era de 24.677 $. Entorn del 3,2% de les famílies i el 3,2% de la població estaven per davall del llindar de pobresa.

## Poblacions més properes
El següent diagrama mostra les poblacions més properes.